# Hruzdowo (rejon soligorski)
Hruzdowo (biał. Груздава; ros. Груздово) – wieś na Białorusi, w obwodzie mińskim, w rejonie soligorskim, w sielsowiecie Chorostów. Spotykana jest także nazwa Gruzdowo.
W dwudziestoleciu międzywojennym leżała w Polsce, w województwie poleskim, w powiecie łuninieckim, w gminie Lenin (Sosnkowicze).